# Tachometr

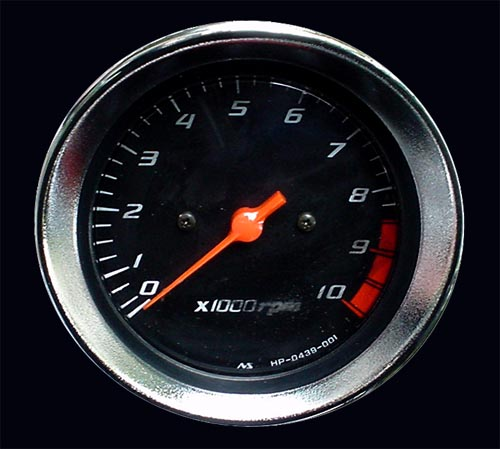
Obrotomierz motocyklowy

Tachometr – urządzenie służące do pomiaru prędkości poruszającego się ciała lub substancji (z grec. tachos – prędkość, metron – mierzyć). Najczęściej spotykaną postacią tachometru jest tachometr mierzący prędkość obrotów wału napędowego w silniku lub w maszynie. Tradycyjnie odczyt jest w postaci analogowej, ale wskaźniki cyfrowe są coraz częściej spotykane. Obrotomierz to miernik prędkości obrotowej i bywa utożsamiany z tachometrem.

## Motoryzacja
Tachometry samochodowe pokazują liczbę obrotów wału korbowego w danej jednostce czasu (najczęściej liczbę obrotów na minutę). W silnikach o zapłonie iskrowym (benzynowych) realizowane jest to poprzez pomiar liczby i częstości iskier na świecy zapłonowej, natomiast w silnikach o zapłonie samoczynnym (wysokoprężnych) impuls pomiarowy pobierany jest z alternatora lub czujnika na kole zamachowym. Wskaźnik ten ma zastosowanie głównie w pojazdach z ręczną skrzynią biegów, gdzie pomaga kierowcy dobrać odpowiednie przełożenie skrzyni biegów.
Tachometry w samochodach, samolotach i innych typach pojazdów zazwyczaj mają zaznaczony (najczęściej kolorem zielonym) bezpieczny zakres liczby obrotów, przy którym silnik może pracować (jego przekroczenie może powodować szybsze zużycie, a nawet uszkodzenie silnika).

## Medycyna
W medycynie tachometry są używane do pomiaru prędkości przepływu krwi z wyznaczonego punktu do systemu krążenia (jest to tzw. hemotachometr).

## Rejestrowanie dźwięku
Przy analogowym zapisie dźwięku, tachometr mierzy prędkość przesuwu taśmy przed głowicą.